# La Fita (Tarn i Garona)
La Fita (en francès Lafitte) és un municipi francès situat al departament de Tarn i Garona i a la regió d'Occitània.

## Demografia
| 1841                                       | 1872 | 1876 | 1886 | 1901 | 1936 | 1946 | 1954 | 1962 | 1968 | 1975 | 1982 | 1990 | 1999 |
| ------------------------------------------ | ---- | ---- | ---- | ---- | ---- | ---- | ---- | ---- | ---- | ---- | ---- | ---- | ---- |
| 557                                        | 451  | 446  | 420  | 412  | 290  | 266  | 263  | 244  | 249  | 231  | 245  | 202  | 200  |
| Des de 1962: població sense dobles comptes |      |      |      |      |      |      |      |      |      |      |      |      |      |

## Administració
| Període   | Identitat         | Partit |
| --------- | ----------------- | ------ |
| 1852-1865 | Antoine Tache     |        |
| 1865-1880 | Arnaud Boé        |        |
| 1880-1884 | Jean Dambrin      |        |
| 1884-1888 | François Domerc   |        |
| 1888-1900 | François Laparre  |        |
| 1900-1904 | Antonie Marrou    |        |
| 1904-1936 | Étienne Baudonnet |        |
| 1936-1944 | J. Marie Salesses |        |
| 1944-1945 | Rebé Toumazet     |        |
| 1945-1971 | Pierre Dupuy      |        |
| 1971-2001 | André Montagnac   |        |
| 2001-2008 | Didier Salcedo    |        |
| 2008-     | Pascal Granier    |        |